# Grady Linder Webster
Grady Linder Webster (14 de abril de 1927, Ada, Oklahoma- 27 de octubre de 2005) fue un botánico estadounidense.

## Biografía
Era hijo de Grady Webster Sr. y de Irena Lois Heard. Siendo infante, sus padres adquieren un campo boscoso de 40ha cerca de Austin, Texas. Su padre era publicista y periodista.
Ingresa a la Stanford University, desde donde se enrola en la Armada en 1947. Completará su B.S. en Botánica en la Universidad de Texas dos años más tarde,y comienza su doctorado en Botánica en la Universidad de Míchigan, supervisado por el Profesor Rogers McVaugh, finalizándolo en 1952.
Siguiendo su labor doctoral, Webster recibe una de las primeras becas de postdoctorado ofertadas por la National Science Foundation. Así puede estar cuatro años en la Harvard University, con el Profesor I.W. Bailey. Allí encuentra a Barbara Anne Donahue, quien luego sería estudiante de Ph.D. en Morfología vegetal. Se casan en 1956.
Fue ascendiendo en su carrera académica hasta ser galardonado como profesor emérito de la Universidad de California, en Davis
Sus publicaciones enriquecieron el conocimiento de las relaciones de la flora de Norteamérica, California, México, Brasil, Venezuela, Nicaragua, Ecuador y Panamá; con cuatro libros, y más de 100 Arts., y 70 revisiones de libros.
Falleció a los 78 años, sobreviviéndole su esposa Barbara Donahue, su hija Susan, y sus generaciones de estudiantes que pasaron a colegas.

## Algunas publicaciones
- 2007. Inventario de las plantas vasculares de un bosque montano nublado: flora de la Reserva Maquipucuna, Ecuador. Con Robert Martin Rhode, 2.ª edición de Ediciones Abya Yala, Fundación Maquipucuna, Conservación Internacional Ecuador, Corporación Sociedad para la Investigación y Monitoreo de la Biodiversidad Ecuatoriana, 269 pp. ISBN 9978226621, ISBN 9789978226629

- 2001. Changing Plant Life of La Frontera: Observations on Vegetation in the United States/Mexico Borderlands. Editores Grady Linder Webster, Conrad J. Bahre. Ed. ilustrada de UNM Press, 260 pp. ISBN 0826322395, ISBN 9780826322395

- 1979. Morphology and Infrageneric Relationships of the Genus Jatropha (Euphorbiaceae). Vol. 74. Con Bijan Dehgan. Ed. Univ. of California Press, 73 pp. ISBN 0520095855, ISBN 9780520095854

- 1968. Euphorbiaceae. 140 pp.

- 19656. A Revision of the Genus Meineckia (Euphorbiaceae). Ed. G. Thieme, 43 pp.

- 1949. The Polynesian species of myoporum. Ed. Univ. of Texas at Austin, 116 pp.

## Honores y galardones
- Miembro de la Academia Californiana de Ciencias
- Miembro de la Sociedad linneana de Londres
- National Science Foundation (NSF)
- Beca Guggenheim
- Membresías Smithsonian & Rackham
- Medalla Engler de la International Association for Plant Taxonomy
- Galardón al Mérito de la Botanical Society of America (BSA
- Premio Asa Gray de la American Society of Plant Taxonomists (ASPT)
- Presidente de la Botanical Society of America, California Botanical Society, y American Society of Plant Taxonomists
- Director del Programa de Biología Sistemática
- La abreviatura «G.L.Webster» se emplea para indicar a Grady Linder Webster como autoridad en la descripción y clasificación científica de los vegetales.[2]